# Ankadinondry Sakay
Ankadinondry Sakay, ou Sakay, anciennement Babetville est une ville et commune du moyen-ouest de Madagascar, située dans la partie est du Bongolava.

## Géographie
Sakay est située sur la RN 1 Bis à 125 km à l'ouest d'Antananarivo. Elle est bâtie sur la rive droite de la Sakay, une rivière de laquelle elle tire son nom.

## Économie
Située dans le moyen-ouest de Madagascar, la région de Sakay est à vocation agricole. Les principales activités sont l'agriculture (riz, mais, manioc, etc.) et l’élevage (bovin, porcin, etc.). Son économie dépend essentiellement de ses ressources agroalimentaires.

## Histoire
Sakay, à l'époque nommée Babetville, fut construite à partir de rien par des immigrés réunionnais à partir de 1952. Elle a été nommée en hommage à Raphaël Babet, député de la Réunion qui a relancé le mouvement migratoire de ses compatriotes vers la Grande Île.
D'après Albert Weber, plusieurs milliers de jeunes stagiaires réunionnais encadrés par le BDPA puis le BUMIDOM ont reçu une préformation professionnelle à Babetville avant leur départ pour la France métropolitaine. De fait, un centre de formation mis en place par Alphonse Técher dans la localité accueillera jusqu'à sa fermeture en juin 1977 un total de 6 209 de ces stagiaires de seize à dix-huit ans qui partirent ensuite pour la métropole, dont 4 547 venus pour une formation professionnelle pour adultes. 980 seront par la suite accueillis à Marseille et Simandres. Ils recevaient à Babetville deux mois de formation dans le bâtiment et deux mois dans les métaux.
L'endroit n'était alors qu'un petit bourg entouré de petits villages malgaches. Desservi par une route non goudronnée, il comportait une gendarmerie et quelques commerces. Le centre de formation était fait de pierres et de tôles. Les nouvelles constructions étaient bâties par les stagiaires en briques rouges et avaient des jointures en terre rouge. Certaines étaient éloignées à une dizaine de kilomètres et abritaient des éleveurs émigrés.